# Домашаны (платформа)
Домаша́ны (бел. Дамашаны) — железнодорожный остановочный пункт Минского отделения Белорусской железной дороги на линии Минск-Пассажирский — Орша-Центральная. Остановочный пункт расположен в Смолевичском районе между остановочными пунктами Слобода и Загорье на перегоне Городище — Смолевичи.

## История
Остановочный пункт был возведён и начал обслуживать пассажиров в 1989 году, связи с начавшейся в этой местности массовой дачной застройкой и появлением множества садоводческих товариществ. Новая остановка электричек получила своё название благодаря деревне Домашаны, которая располагается в 2,6 километрах севернее от станции.
Железнодорожной линия, на которой располагается остановочный была построена и введена в эксплуатацию в 1871 году как участок Осиновка — Брест Московско-Брестской железной дороги. В 1974 году пути на будущем остановочном пункте были электрифицированы переменным током (~25 кВ) в составе участка Минск — Борисов.
В 2015 году на остановочном пункт были проведены работы по реконструкции посадочных платформ, пешеходных переходов, проведена замена ограждения и опор освещения, а также установлены новые элементы визуально-адресного информирования и автоматические системы оповещения о приближающемся поезде. Работы проводились в преддверии пуска через станцию электропоездов городских линий по маршруту Минск — Смолевичи, который начал курсировать с 6 ноября 2015 года.

## Устройство станции
Пассажирские платформы на станции имеют длину по 225 метров и расположены по бокам от железнодорожных путей, имея прямую форму. Пересечение железнодорожных путей осуществляется по двум наземным пешеходным переходам, представляющие собой бетонный настил. На северной платформе, где останавливаются электропоезда в направлении Минска расположен пассажирский павильон с билетной кассой, которая работает ежедневно с 05:20 до 20:00.

## Пассажирское сообщение
На остановочном пункте ежедневно останавливаются электропоезда региональных линий эконом-класса (пригородные электрички), следующие до станций Орша-Центральная (4 пары), Борисов (7 пар), а также нерегулярные рейсы до Жодино, Крупок и Славного. На платформах также останавливаются поезда городских линий до станции Красное Знамя (через Смолевичи). Время следования до Орши составляет в среднем 3 часа 22 минуты, до Борисова — 52 минуты, до станции Минск-Пассажирский — 45 минут.
Пассажирские платформы обслуживают в основном дачников садоводческих товариществ «Чайка-89», «Домашаны», «Домашаны-2», «Огонёк», «Фантазия-1», «Дарьюшка», «Орешники», «Маёнтак», «Веснянка», «Пролеска», «Пролеска-88» «Бульбяш», «Журналист-Инфо», «Звёздочка-2002», «Свитанок-2002», «Криница-Зеленстрой», «Дубрава-88», «Водопад», «Курган Славы», «Информатика-89», «Солнечный Сад», «Геолог-СМ», «Амкодор-1», «Амкодор-202» и другие. В 500 метрах севернее от платформ, на площади возле продуктового магазина находится остановка маршртного такси, откуда совершает 11 рейсов день маршрут 2319, следующий до микрорайона Уручье (с остановкой возле станцией метро Уручье).
рядом со станции есть памятник неизвестному солдату 
ухаживают за памятником 
Белорусская железная дорога